# 유원 (수시희후)
유원(劉元, ? ~ ?)은 전한 후기의 제후로, 청하강왕의 증손이다.

## 행적
아버지 유천추의 뒤를 이어 수시후(修市侯)에 봉해졌다.
시호를 희(釐)라 하였고, 작위는 아들 유운이 이었다.

## 출전
- 반고, 《한서》 권15하 왕자후표 下

| 선대 아버지 수시경후 유천추 | 전한의 수시후 ? ~ ? | 후대 아들 유운 |